# Nunzio Morello
Pour les articles homonymes, voir Morello.
Nunzio Morello était un sculpteur et poète italien, né à Palerme en 1806 et mort dans cette même ville en 1878. 

## Biographie

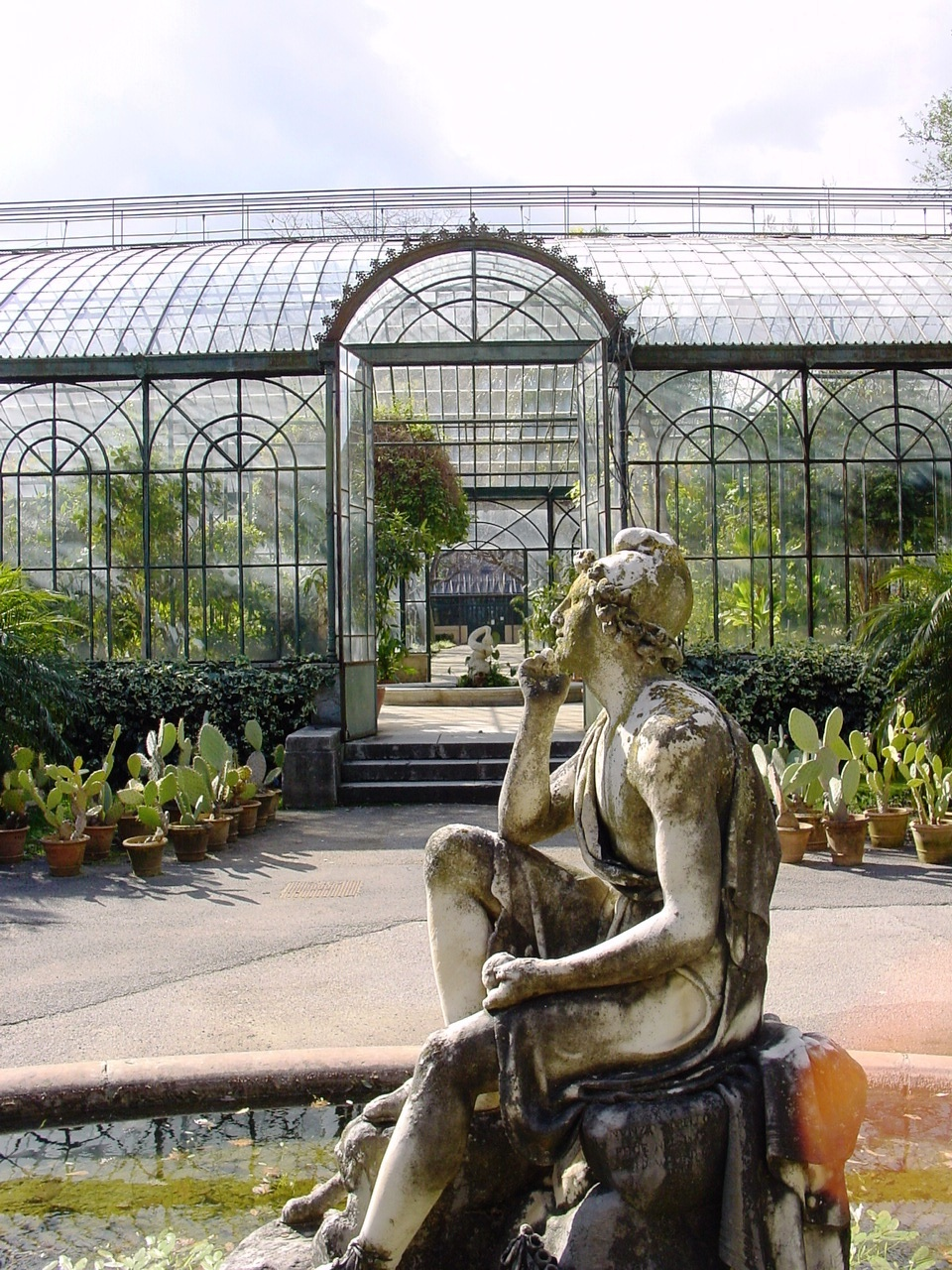
Statue de Pâris (Statua di Paride), 1839, dans le Jardin botanique de Palerme.

Formé sous l'égide de Valerio Villareale, il eut plus tard comme élèves, Benedetto Delisi et Antonio Ximenes. 
Ses œuvres les plus reconnues à Palerme sont, le Monument à Philippe V, réalisé en 1856 en remplacement de celui de Carlo D'Aprile, construit en 1661 (dédié à Philippe IV et détruit pendant la Révolution sicilienne), la Statua di Paride, dans le Jardin botanique de Palerme et quelques panneaux conservés au Palais des Normands.
Il fut également un auteur littéraire, il écrivit notamment un recueil de poèmes intitulé Rimes en dialecte sicilien, publié à Palerme en 1873.